# Вологі тропіки Квінсленду
Дощові ліси східного узбережжя Австралії (англ. Wet Tropics of Queensland) — об'єкт Світової спадщини ЮНЕСКО. Розташований на північно-східному узбережжі материкової частини Австралії, на території штату Квінсленд. Об'єкт є районом дикої місцевості, покритий вологими тропічними лісами і відрізняється великою різноманітністю рельєфу (річки, ущелини, водоспади, гори). Розташований у долині річки Дейнтрі, займаючи площу 8940 км². Включений до списку Світової спадщини у 1988 році.
На території об'єкту виділяють три основні географічні регіони: плато Великого Вододільного хребта, район Великих скель на сході і прибережні рівнини. Плато має сильно еродований рельєф, що утворився як внаслідок ерозії, так і минулої вулканічної активності. Збереглися окремі лавові конуси і кратерні озера. Район Великих скель є сильно пересіченою місцевістю, піддавшись катастрофічній ерозії. Є численні ущелини й водоспади. У північній частині об'єкту Світової спадщини розташовані великі райони коралових рифів.
Клімат варіюється від вологого до дуже вологого. У році виділяють два сезони: дещо посушлива зима і дощове літо. Середньорічна кількість опадів коливається від 4000 мм поблизу узбережжя до 1200 мм у західній частині. Середня максимальна температура влітку біля узбережжя становить 31 °C, у зимові місяці — на 5 °C нижче. На плато і в районі скель температура влітку коливається від 17 до 28 °C, взимку — від 9 до 22 °C.